# Championnat d'Argentine de football 1979
Navigation
Saison précédente Saison suivante
La saison 1979 du Championnat d'Argentine de football était la 49e édition professionnelle de la première division argentine.
La saison argentine comporte 2 championnats. Dans le championnat Metropolitano, les 20 clubs sont répartis en deux poules où chaque formation rencontre deux fois tous ses adversaires, à domicile et à l'extérieur. Les deux  premiers de chaque poule participent à la phase finale pour le titre. Le championnat Nacional regroupe les mêmes clubs ainsi que les 12 meilleurs clubs des championnats régionaux, les équipes sont réparties en 4 poules où elles s'affrontent deux fois. Les deux premiers de chaque poule participent à la phase finale pour le titre. Il peut donc y avoir 2 champions par saison.
Cette saison voit la victoire du River Plate, à la fois dans le championnat Metropolitano et le championnat Nacional. Le club obtient ses 18e et 19e titres de champion d'Argentine de son histoire.

## Les 20 clubs participants
| \| Bs Aires La Plata Santa Fe Rosario \| Villes représentées lors de la saison 1979 (Championnat Metropolitano) |
| Bs Aires La Plata Santa Fe Rosario                                                                              |

- Boca Juniors
- San Lorenzo de Almagro
- River Plate
- Racing Club
- Independiente
- Rosario Central
- Gimnasia y Esgrima (La Plata)
- Huracán
- Quilmes
- Chacarita Juniors
- Vélez Sársfield
- Argentinos Juniors
- Estudiantes (La Plata)
- Atlanta
- Newell's Old Boys (Rosario)
- All Boys
- Unión (Santa Fe)
- Platense
- Colón (Santa Fe)
- Ferro Carril Oeste - Promu de Segunda División

## Première phase

### Championnat Metropolitano
Tous les classements sont établis en utilisant le barème suivant :
- Victoire : 2 points
- Match nul : 1 point
- Défaite, forfait ou abandon : 0 point

#### Groupe A
| Rang | Équipe                        | Pts | J  | G  | N | P  | Bp | Bc | Diff |
| ---- | ----------------------------- | --- | -- | -- | - | -- | -- | -- | ---- |
| 1    | River Plate                   | 24  | 18 | 9  | 6 | 3  | 28 | 19 | +9   |
| 2    | Vélez Sársfield               | 23  | 18 | 10 | 3 | 5  | 27 | 20 | +7   |
| 3    | Argentinos Juniors            | 23  | 18 | 10 | 3 | 5  | 34 | 26 | +8   |
| 4    | Newell's Old Boys (Rosario)   | 22  | 18 | 8  | 6 | 4  | 27 | 14 | +13  |
| 5    | Racing Club                   | 22  | 18 | 8  | 6 | 4  | 31 | 20 | +11  |
| 6    | Unión (Santa Fe)              | 19  | 18 | 6  | 7 | 5  | 23 | 20 | +3   |
| 7    | Quilmes T                     | 17  | 18 | 6  | 5 | 7  | 23 | 20 | +3   |
| 8    | Huracán                       | 16  | 18 | 6  | 4 | 8  | 24 | 31 | -7   |
| 9    | Gimnasia y Esgrima (La Plata) | 8   | 18 | 3  | 2 | 13 | 11 | 28 | -17  |
| 10   | Platense                      | 6   | 18 | 2  | 2 | 14 | 15 | 45 | -30  |

|  | Qualification pour la phase finale     |
|  | Participation à la poule de relégation |
|  | T : Tenant du titre                    |

#### Groupe B
| Rang | Équipe                 | Pts | J  | G  | N | P  | Bp | Bc | Diff |
| ---- | ---------------------- | --- | -- | -- | - | -- | -- | -- | ---- |
| 1    | Rosario Central        | 26  | 18 | 10 | 6 | 2  | 37 | 17 | +20  |
| 2    | Independiente          | 24  | 18 | 11 | 2 | 5  | 36 | 25 | +11  |
| 3    | Estudiantes (La Plata) | 22  | 18 | 8  | 6 | 4  | 34 | 27 | +7   |
| 4    | Boca Juniors           | 20  | 18 | 7  | 6 | 5  | 27 | 19 | +8   |
| 5    | Colón (Santa Fe)       | 19  | 18 | 6  | 7 | 5  | 24 | 23 | +1   |
| 5    | Ferro Carril Oeste P   | 19  | 18 | 6  | 7 | 5  | 24 | 28 | -4   |
| 7    | San Lorenzo de Almagro | 17  | 18 | 4  | 9 | 5  | 28 | 25 | +3   |
| 8    | All Boys               | 15  | 18 | 5  | 5 | 8  | 17 | 28 | -11  |
| 9    | Atlanta                | 9   | 18 | 0  | 9 | 9  | 10 | 23 | -13  |
| 10   | Chacarita Juniors      | 9   | 18 | 2  | 5 | 11 | 15 | 37 | -22  |

|  | Qualification pour la phase finale     |
|  | Participation à la poule de relégation |
|  | P : Promu de Segunda Division          |

#### Poule de relégation
| Rang | Équipe                        | Pts | J | G | N | P | Bp | Bc | Diff |
| ---- | ----------------------------- | --- | - | - | - | - | -- | -- | ---- |
| 1    | Platense                      | 11  | 6 | 5 | 1 | 0 | 9  | 3  | +6   |
| 2    | Gimnasia y Esgrima (La Plata) | 7   | 6 | 3 | 1 | 2 | 7  | 8  | -1   |
| 3    | Chacarita Juniors             | 4   | 6 | 2 | 0 | 4 | 10 | 9  | +1   |
| 4    | Atlanta                       | 2   | 6 | 1 | 0 | 5 | 4  | 10 | -6   |

|  | Relégation directe en Segunda Division |

#### Phase finale
|  | Demi-finales              | Demi-finales | Demi-finales |                    |   | Finale | Finale | Finale |  |
|  |                           |              |              |                    |   |        |        |        |  |
|  | 29 juillet et 5 août 1979 |              |              |                    |   |        |        |        |  |
|  |                           |              |              |                    |   |        |        |        |  |
|  | Rosario Central           | 0            | 0            |                    |   |        |        |        |  |
|  | Rosario Central           | 0            | 0            | 12 et 19 août 1979 |   |        |        |        |  |
|  | Velez Sarsfield           | 1            | 0            |                    |   |        |        |        |  |
|  | Velez Sarsfield           | 1            | 0            | Velez Sarsfield    | 0 | 1      |        |        |  |
|  | 29 juillet et 5 août 1979 |              |              | Velez Sarsfield    | 0 | 1      |        |        |  |
|  |                           | River Plate  | 2            | 5                  |   |        |        |        |  |
|  | River Plate               | River Plate  | 2            | 5                  | 4 | 2      |        |        |  |
|  | River Plate               |              |              |                    | 4 | 2      |        |        |  |
|  | Independiente             | 3            | 1            |                    |   |        |        |        |  |

## Deuxième phase

### Championnat Nacional
| \| Bs Aires La Plata Rosario Santa Fe Palpalá Tucumán Salta Mendoza Córdoba Mar del Plata San Luis LG San Martín Resistencia Cipolletti \| Villes représentées lors de la saison 1979 (Championnat Nacional) |
| Bs Aires La Plata Rosario Santa Fe Palpalá Tucumán Salta Mendoza Córdoba Mar del Plata San Luis LG San Martín Resistencia Cipolletti                                                                         |

Tous les clubs ayant participé au championnat Metropolitano (excepté les 4 équipes ayant joué par la poule de relégation) et les 12 meilleures équipes régionales sont réparties en quatre poules où les clubs s'affrontent deux fois, à domicile et à l'extérieur. Les deux premiers de chaque poule sont qualifiés pour la phase finale pour le titre.

#### Poule A
| Rang | Équipe                               | Pts | J  | G | N | P  | Bp | Bc | Diff |
| ---- | ------------------------------------ | --- | -- | - | - | -- | -- | -- | ---- |
| 1    | Vélez Sársfield                      | 19  | 14 | 7 | 5 | 2  | 26 | 15 | +11  |
| 2    | Unión (Santa Fe)                     | 17  | 14 | 6 | 5 | 3  | 20 | 13 | +7   |
| 3    | Ferro Carril Oeste P                 | 17  | 14 | 6 | 5 | 3  | 22 | 17 | +5   |
| 4    | San Martín (Tucumán)                 | 17  | 14 | 5 | 7 | 2  | 20 | 18 | +2   |
| 5    | Independiente T                      | 15  | 14 | 7 | 1 | 6  | 26 | 22 | +4   |
| 6    | Alianza Juventud Pringles (San Luis) | 11  | 14 | 3 | 5 | 6  | 15 | 21 | -6   |
| 7    | Atlético Ledesma (Jujuy)             | 4   | 14 | 0 | 4 | 10 | 12 | 33 | -21  |

|  | Qualification pour la phase finale                |
|  | T : Tenant du titre P : Promu de Segunda Division |

#### Poule B
| Rang | Équipe                      | Pts | J  | G | N | P  | Bp | Bc | Diff |
| ---- | --------------------------- | --- | -- | - | - | -- | -- | -- | ---- |
| 1    | Talleres (Córdoba)          | 20  | 14 | 8 | 4 | 2  | 31 | 20 | +11  |
| 2    | River Plate                 | 18  | 14 | 7 | 4 | 3  | 26 | 14 | +12  |
| 3    | Huracán                     | 17  | 14 | 6 | 5 | 3  | 29 | 22 | +7   |
| 4    | Newell's Old Boys (Rosario) | 16  | 14 | 6 | 4 | 4  | 29 | 20 | +9   |
| 5    | Quilmes                     | 10  | 14 | 4 | 2 | 8  | 14 | 18 | -4   |
| 6    | Kimberley (Mar del Plata)   | 10  | 14 | 4 | 2 | 8  | 19 | 29 | -10  |
| 7    | Gimnasia y Tiro (Salta)     | 5   | 14 | 1 | 3 | 10 | 10 | 37 | -27  |

|  | Qualification pour la phase finale |

#### Poule C
| Rang | Équipe                            | Pts | J  | G | N | P | Bp | Bc | Diff |
| ---- | --------------------------------- | --- | -- | - | - | - | -- | -- | ---- |
| 1    | Racing Club                       | 17  | 14 | 6 | 5 | 3 | 24 | 17 | +7   |
| 2    | Atlético Tucumán                  | 17  | 14 | 6 | 5 | 3 | 22 | 15 | +7   |
| 3    | Argentinos Juniors                | 15  | 14 | 5 | 5 | 4 | 20 | 14 | +6   |
| 4    | Colón (Santa Fe)                  | 15  | 14 | 5 | 5 | 4 | 19 | 17 | +2   |
| 5    | All Boys                          | 12  | 14 | 4 | 4 | 6 | 12 | 18 | -6   |
| 6    | Independiente Rivadavia (Mendoza) | 11  | 14 | 3 | 5 | 6 | 13 | 20 | -7   |
| 7    | Altos Hornos Zapla (Jujuy)        | 9   | 14 | 2 | 5 | 7 | 13 | 24 | -11  |

|  | Qualification pour la phase finale |

#### Poule D
| Rang | Équipe                 | Pts | J  | G | N | P | Bp | Bc | Diff |
| ---- | ---------------------- | --- | -- | - | - | - | -- | -- | ---- |
| 1    | Instituto (Córdoba)    | 18  | 14 | 7 | 4 | 3 | 24 | 11 | +13  |
| 2    | Rosario Central        | 18  | 14 | 7 | 4 | 3 | 25 | 15 | +10  |
| 3    | Boca Juniors           | 17  | 14 | 5 | 7 | 2 | 15 | 11 | +4   |
| 4    | San Lorenzo de Almagro | 16  | 14 | 6 | 4 | 4 | 23 | 11 | +12  |
| 5    | Estudiantes (La Plata) | 14  | 14 | 7 | 0 | 7 | 24 | 21 | +3   |
| 6    | Chaco For Ever (Chaco) | 10  | 14 | 4 | 2 | 8 | 13 | 30 | -17  |
| 7    | Cipolletti (Rio Negro) | 7   | 14 | 2 | 3 | 9 | 11 | 34 | -23  |

|  | Qualification pour la phase finale |

#### Phase finale
|  | Quarts de finale | Quarts de finale    | Quarts de finale | Quarts de finale |                  |                  | Demi-finales | Demi-finales | Demi-finales | Demi-finales |  |  | Finale | Finale | Finale | Finale |
|  |                  |                     |                  |                  |                  |                  |              |              |              |              |  |  |        |        |        |        |
|  |                  |                     |                  |                  |                  |                  |              |              |              |              |  |  |        |        |        |        |
|  |                  |                     |                  |                  |                  |                  |              |              |              |              |  |  |        |        |        |        |
|  | 1er D            | Instituto (Córdoba) | 3                | 2                |                  |                  |              |              |              |              |  |  |        |        |        |        |
|  | 1er D            | Instituto (Córdoba) | 3                | 2                |                  |                  |              |              |              |              |  |  |        |        |        |        |
|  | 2e C             | Atlético Tucumán    | 2                | 3                |                  |                  |              |              |              |              |  |  |        |        |        |        |
|  | 2e C             | Atlético Tucumán    | 2                | 3                | Atlético Tucumán | Atlético Tucumán | 0            | 0            |              |              |  |  |        |        |        |        |
|  |                  |                     |                  |                  | Atlético Tucumán | Atlético Tucumán | 0            | 0            |              |              |  |  |        |        |        |        |
|  |                  |                     | Unión (Santa Fe) | Unión (Santa Fe) | 2                | 2                |              |              |              |              |  |  |        |        |        |        |
|  | 2e A             | Unión (Santa Fe)    | Unión (Santa Fe) | Unión (Santa Fe) | 2                | 2                | 3            | 0            |              |              |  |  |        |        |        |        |
|  | 2e A             | Unión (Santa Fe)    |                  |                  |                  |                  |              | 0            |              |              |  |  |        |        |        |        |
|  | 1er B            | Talleres (Córdoba)  | 0                | 2                |                  |                  |              |              |              |              |  |  |        |        |        |        |
|  | 1er B            | Talleres (Córdoba)  | 0                | 2                | Unión (Santa Fe) | Unión (Santa Fe) | 1            | 0            |              |              |  |  |        |        |        |        |
|  |                  |                     |                  |                  | Unión (Santa Fe) | Unión (Santa Fe) | 1            | 0            |              |              |  |  |        |        |        |        |
|  |                  |                     | River Plate      | River Plate      | 1e               | 0                |              |              |              |              |  |  |        |        |        |        |
|  | 1er A            | Velez Sarsfield     | River Plate      | River Plate      | 1e               | 0                | 1            | 0 (3)        |              |              |  |  |        |        |        |        |
|  | 1er A            | Velez Sarsfield     |                  |                  |                  |                  |              |              |              |              |  |  |        |        |        |        |
|  | 2e B             | River Plate tab     | 0                | 1 (4)            |                  |                  |              |              |              |              |  |  |        |        |        |        |
|  | 2e B             | River Plate tab     | 0                | 1 (4)            | River Plate      | River Plate      | 4            | 3            |              |              |  |  |        |        |        |        |
|  |                  |                     |                  |                  | River Plate      | River Plate      | 4            | 3            |              |              |  |  |        |        |        |        |
|  |                  |                     | Rosario Central  | Rosario Central  | 0                | 1                |              |              |              |              |  |  |        |        |        |        |
|  | 1e C             | Racing Club         | Rosario Central  | Rosario Central  | 0                | 1                | 1            | 0            |              |              |  |  |        |        |        |        |
|  | 1e C             | Racing Club         |                  |                  |                  |                  |              | 0            |              |              |  |  |        |        |        |        |
|  | 2e D             | Rosario Central     | 3                | 3                |                  |                  |              |              |              |              |  |  |        |        |        |        |
|  | 2e D             | Rosario Central     | 3                | 3                |                  |                  |              |              |              |              |  |  |        |        |        |        |
|  |                  |                     |                  |                  |                  |                  |              |              |              |              |  |  |        |        |        |        |

#### Barrage pré-Libertadores
Le River Plate ayant remporté les deux tournois saisonniers cette saison, un barrage pré-Libertadores est organisé entre les deux vice-champions, le Velez Sarsfield et l'Unión (Santa Fe), afin de connaître le second club argentin qualifié pour la Copa Libertadores 1980. Le barrage se déroule sous forme de matchs aller et retour.
| Équipe 1         | Résultat | Équipe 2        | Aller | Retour |
| ---------------- | -------- | --------------- | ----- | ------ |
| Unión (Santa Fe) | 0 - 3    | Velez Sarsfield | 0 - 0 | 0 - 3  |

## Bilan de la saison
| Championnat d'Argentine de football 1979                             |                                                                            |
| Champion                                                             | Metropolitano : River Plate (18e titre) Nacional : River Plate (19e titre) |
| Qualifications continentales                                         |                                                                            |
| Copa Libertadores 1980                                               | River Plate                                                                |
| Copa Libertadores 1980                                               | Velez Sarsfield                                                            |
| Promotions et relégations                                            |                                                                            |
| Promus en Championnat d'Argentine de football                        | Tigre                                                                      |
| Promus en Championnat d'Argentine de football                        | Talleres (Córdoba)                                                         |
| Relégués en Championnat d'Argentine de football de deuxième division | Gimnasia y Esgrima (La Plata)                                              |
| Relégués en Championnat d'Argentine de football de deuxième division | Chacarita Juniors                                                          |
| Relégués en Championnat d'Argentine de football de deuxième division | Atlanta                                                                    |